# Vijalpor
Vijalpor (en guyaratí: વીજલપોર ) es una ciudad de la India en el distrito de Navsari, estado de Guyarat.

## Geografía
Se encuentra a una altitud de 15 m s. n. m. a 332 km de la capital estatal, Gandhinagar, en la zona horaria UTC +5:30.

## Demografía
Según estimación 2011 contaba con una población de 88 421 habitantes.